# Porotrichum dentatum
Porotrichum dentatum är en bladmossart som beskrevs av Gepp 1894. Porotrichum dentatum ingår i släktet Porotrichum och familjen Neckeraceae. Inga underarter finns listade i Catalogue of Life.